# Mackensen-Kaserne (Bad Bergzabern)
Die Mackensen-Kaserne ist eine Kaserne in Bad Bergzabern. Sie steht unter Denkmalschutz.

## Lage
Das Kasernengelände befindet sich am südöstlichen Stadtrand in der Kapeller Straße, die mit der Bundesstraße 427 identisch ist.

## Geschichte
Die Kaserne entstand nach 1936 und wurde nach August von Mackensen benannt. Sie diente zunächst der Wehrmacht. Ihr Bau steht in engem Zusammenhang mit der Errichtung des Westwalls, der sich unmittelbar durch die Region um Bergzabern zog.
Nach dem Zweiten Weltkrieg übernahmen die Forces françaises en Allemagne das Gelände, quartierten dort Pioniere ein und benannten es in Quartier Faidherbe um; als Namensgeber fungierte hierbei der französische General Louis Faidherbe (1818–1889), dem während des Deutsch-Französischen Kriegs einige Erfolge gelangen.
Nach dem Weggang der Franzosen im Jahr 1960 übernahm die Bundeswehr das Gelände, das fortan wieder den alten Namen trug und stationierte dort das dem Fernmeldekommando 850 unterstehende Fernmeldebataillon 860.
Nach dem Ende des Kalten Kriegs wurde die Kaserne organisatorisch verkleinert, sodass in der Gegenwart das Elektronikzentrum der Bundeswehr, das Deutsche Delegation Brunssum – Deutscher Anteil NATO Detachment Satellite Ground Station (SKB) und einige Dienststellen vor Ort ihren Sitz haben. Teile der Anlage werden von der Bundespolizei genutzt.